# Boževac
Boževac (en serbe cyrillique : Божевац) est une localité de Serbie située dans la municipalité de Malo Crniće, district de Braničevo. Au recensement de 2011, elle comptait 1 391 habitants.
Boževac est officiellement classé parmi les villages de Serbie.

## Démographie

### Évolution historique de la population
| 1948  | 1953  | 1961  | 1971  | 1981  | 1991  | 2002  | 2011  |
| ----- | ----- | ----- | ----- | ----- | ----- | ----- | ----- |
| 3 309 | 3 329 | 3 121 | 2 935 | 2 739 | 2 480 | 1 788 | 1 391 |

|  |